# Brigada zračne obrambe in letalstva Slovenske vojske
Brigada zračne obrambe in letalstva (kratica: BRZOL) je osrednja vojaška enota Slovenske vojske, ki zagotavlja vojaško obrambo zračnega prostora Slovenije ter letalsko podporo drugim enotam Slovenske vojske.

## Zgodovina
Brigada je uradno pričela delovati 1. februarja 2008, ko je prevzela poveljevanje nad vsemi enotami zračne obrambe in vojnega letalstva v sklopu Slovenske vojske.

## Organizacija
- 9. bataljon zračne obrambe
- 15. helikopterski bataljon
- 16. bataljon za nadzor zračnega prostora
- 107. letalska baza
- Letalska šola

## Poveljstvo
Poveljniki
- podpolkovnik Igor Strojin (2008 - 12. julij 2010[2])
- podpolkovnik Jani Topolovec[3] (12. julij 2010 - danes)